# Lorario
En la antigüedad clásica, el lorario era el esclavo encargado de atar y flagelar con correas a sus compañeros de servidumbre que cometían alguna falta en las casas donde había mucho servicio doméstico. Su condición no era ni más elevada ni más envidiable que la de aquellos a quienes castigaba. 
Figura el lorario como personaje de algunas comedias y Plauto le asigna varios remoquetes griegos con que las gentes aludían a su condición, como Colaphos (bofetón), Cordalión (cuerda) o Córax (potencia). Un bajorrelieve de mármol, procedente de Roma y que se guarda en el Museo de Nápoles, representa una escena de una comedia en la que aparecen dos personajes: uno que tiene en una mano o cuerda o correa doblada, que parece guarnecida de bolas de plomo y en actitud de descargar el golpe contra el otro personaje que se acoge a sí mismo como pidiéndole clemencia.

## Otros usos

### Fabricante de correas
Se daba el mismo nombre de lorario al fabricante de correas, especialmente para bridas, atelajes, etc.

### Galón
Desde el siglo II de nuestra era se daba el nombre de lorum a un galón, sencillo o doble, que se cosía sobre un vestido de color diferente y se cree[cita requerida] que el que fabricaba tales galones se llamaba también lorario. En Roma había un vicus lorarius, que había tomado este nombre de los fabricantes de estos galones o de los que hacían correas, pero no se sabe en qué parte de la ciudad estaba situado.